# Eriospermum breviscapum
Eriospermum breviscapum är en sparrisväxtart som beskrevs av Hermann Wilhelm Rudolf Marloth och Pauline Lesley Perry. Eriospermum breviscapum ingår i släktet Eriospermum och familjen sparrisväxter. Inga underarter finns listade i Catalogue of Life.